# Marco Lívio Druso Libão
Marco Lívio Druso Libão (em latim: Marcus Livius Drusus Libo) foi um político romano da gente Lívia eleito cônsul em 15 a.C.. 

## Adoção
Uma das teses sobre a origem de Libão afirma ele era filho biológico de Lúcio Escribônio Libão, irmão de Escribônia, a segunda esposa do imperador Augusto. Por conta disto, ele era um primo de primeiro grau de Júlia, a Velha, a filha de Augusto com Escribônia. Segundo essa hipótese Libão teria sido adotado por Marco Lívio Druso Cláudio, pai de Lívia. Por conta de sua filiação, atestada no livro 54 da "História Romana" de Dião Cássio, acredita-se que a adoção tenha sido apenas testamentária (através da qual o adotado pode utilizar, e portanto levar adiante, o nome do adotador).
Outra tese afirma que Libão era simplesmente filho biológico de Marco Lívio Druso Cláudio e irmão biológico de Lívia.

## Carreira
A carreira de Marco Lívio Druso Libão é praticamente desconhecida, exceto por seu consulado em 15 a.C. com Lúcio Calpúrnio Pisão. Ele serviu como edil em 28 a.C., pouco antes do término das obras do Panteão de Roma. O historiador Plínio, o Velho, menciona-o entre os que estavam Roma durante os Jogos Seculares no reinado de Augusto. É possível ainda que ele tenha sido um dos Irmãos Arvais.

## Família
Aparentemente Marco Lívio Druso Libão não se casou. Porém, Lívia Medulina Camila, com quem Cláudio pretendia se casar em 8 d.C., mas que morreu no dia do casamento, era supostamente sua filha (por causa de seu nome). Por outro lado, o nome dela também levou a especulações de que ela seria filha de Marco Fúrio Camilo, cônsul em 8, com uma mulher chamada Lívia, que, segundo esta tese, seria filha de Druso Libão.